# Provo
Provo é uma cidade localizada no estado estadunidense de Utah, no Condado de Utah. Foi fundada em 1849, e incorporada em abril de 1850.
Provo fica a cerca de 69 km ao sul de Salt Lake City, ao longo da Frente Wasatch. A cidade é o assento do Condado de Utah e fica entre as cidades de Orem, ao norte, e ao sul Springville. A cidade é também a sede da área metropolitana Provo-Orem, que possui uma população estimada em 540.820 habitantes. É a segunda maior área metropolitana no estado do Utah, atrás apenas da área metropolitana de Salt Lake City.
A cidade abriga a Universidade Brigham Young (Brigham Young University em inglês), uma das maiores instituições privadas de ensino superior nos Estados Unidos, que é dirigida por A Igreja de Jesus Cristo dos Santos dos Últimos Dias. Provo também abriga o maior Centro de Treinamento Missionário da Igreja SUD. A cidade tem sido uma área de foco para o desenvolvimento tecnológico em Utah. A "Ice Peaks Arena", que foi uma das sedes dos Jogos Olímpicos de Inverno de 2002, fica em Provo.
Segundo o censo nacional de 2010, a sua população é de 112 488 habitantes e sua densidade populacional é de 1 042,28 hab/km². É a terceira cidade mais populosa do Utah. Possui 33 212 residências, que resulta em uma densidade de 307,73 residências/km².

## História
A história de Provo uma forte ligação com A Igreja de Jesus Cristo dos Santos dos Últimos Dias. A região era originalmente chamada de Fort Utah até quando a cidade foi fundada por 33 famílias, todos  eles pioneiros Santos dos Últimos Dias em 1849 vindo de Salt Lake City, mas foi rebatizada de Provo, em 1850. O Padre Silvestre Vélez de Escalante, um explorador espanhol missionário franciscano, é considerado o primeiro explorador europeu a ter visitado a área, em 1776. Escalante narrou essa viagem pela Grande Bacia.

## Geografia
Provo encontra-se no Vale de Utah a uma altitude de 4 549 pés (1 387 m). De acordo com o United States Census Bureau, a cidade tem uma área de 114,4 km², onde 107,9 km² estão cobertos por terra e 6,5 km² por água.
A Faixa de Wasatch contém muitos picos no Condado de Utah, no lado leste da Frente Wasatch. Um destes picos, conhecido como Y Mountain, possui torres sobre a cidade. Existe um monumento nessa área geográfica feito de concreto branco  até a montanha íngreme, construído no início do século XX para homenagear a Universidade Brigham Young. O cenário é geralmente considerado agradável e permite a caminhada, esqui, pesca e outras atividades ao ar livre.

## Demografia
De acordo com o censo de 2000, 117.592 pessoas e 31.192 famílias residiam na cidade. A densidade de população era de 2.653,2 habitantes por km² (1,024.3/km²). Havia 30 374 unidades habitacionais. A composição racial da cidade era de 88,52% de brancos, 0,46% de afro-americanos 0,80% de indígenas americanos 1,83% asiáticos ou descendentes, 0,84% polinésios, 5,10% mestiços e 2,44% não-declarados ou outras etnias. Hispânicos de qualquer raça eram 10,47% da população da área da cidade.
A renda média para uma casa na cidade era de 34.313 dólares, e a renda média para uma família era de 36.393 dólares. A renda per capita da cidade era U$13.207. Cerca de 12,5% das famílias e 26,8% da população estava abaixo da linha da pobreza, incluindo 14,4% daqueles com idade inferior a 18 anos e 4,3% das pessoas de 65 anos ou mais.

### Religião
Os habitantes de Provo são predominantemente membros de A Igreja de Jesus Cristo dos Santos dos Últimos Dias. De acordo com dados obtidos pela ARDA em 2000, 88% da população total da cidade pertence a esta crença. Na área metropolitana de Provo, esse número aumenta para 98% dos habitantes.
Outras igrejas cristãs são notáveis, apesar do pouquissímo número de praticantes, como a Igreja Católica Romana e a Igreja Batista.

## Cultura e sociedade

### Pontos turísticos

#### Templo de Provo
O Templo de Provo, Utah está localizado na base do Rock Canyon. Devido à sua proximidade com a Universidade Brigham Young e o Centro de Treinamento Missionário (CTM), do outro lado da rua, este templo é um dos mais movimentados da cidade.

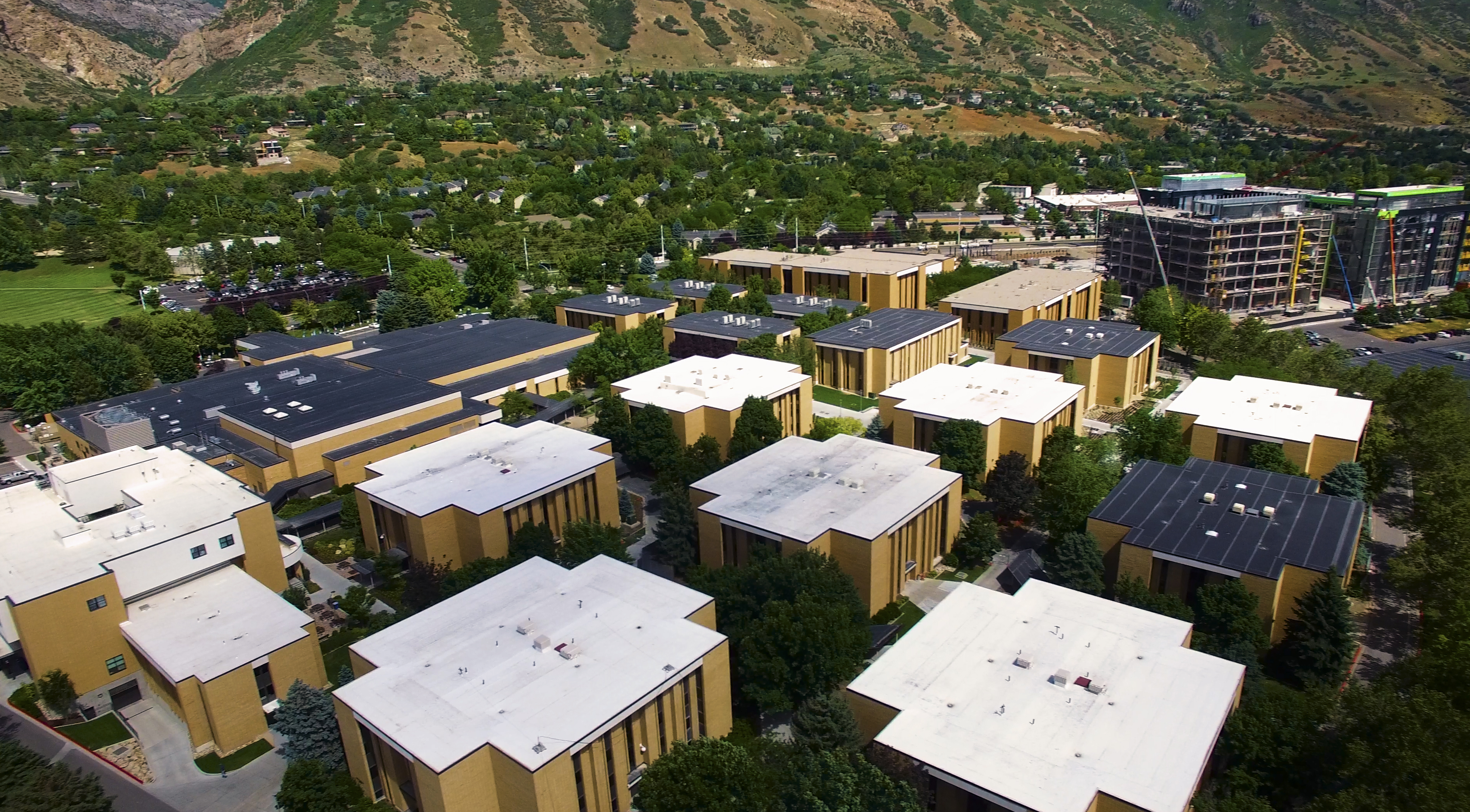
O Centro de Treinamento Missionário de A Igreja de Jesus Cristo dos Santos dos Últimos Dias em Provo, Utah.

### Cidadãos ilustres
. Gary Coleman - ator e comediante
- Stephen R. Covey - autor do livro "Os 7 Hábitos das Pessoas Altamente Eficazes"
- Donny Osmond - cantor, músico e ator
- Marie Osmond - cantora, escritora e atriz
- Kurt Bestor - apresentador de rádio
- Brandon Sanderson - autor
- Janice Kapp Perry - compositora e cantora Santo dos Últimos Dias
- Beatrice Sparks - psicóloga e escritora
- Lindsey Stirling - Violinista e compositora
- Paul D. Boyer, químico

### Filmes
- No filme Onze Homens e Um Segredo, a cidade de Provo é citada por um dos motoristas gêmeos Santos dos Últimos Dias Turk e Virgil Malloy, que moram na cidade de Salt Lake City. Na reunião na casa de Ruben, eles perguntam se Saul já foi a Utah. E que esse deveria visitar Utah e conhecer a cidade de Provo.

## Administração

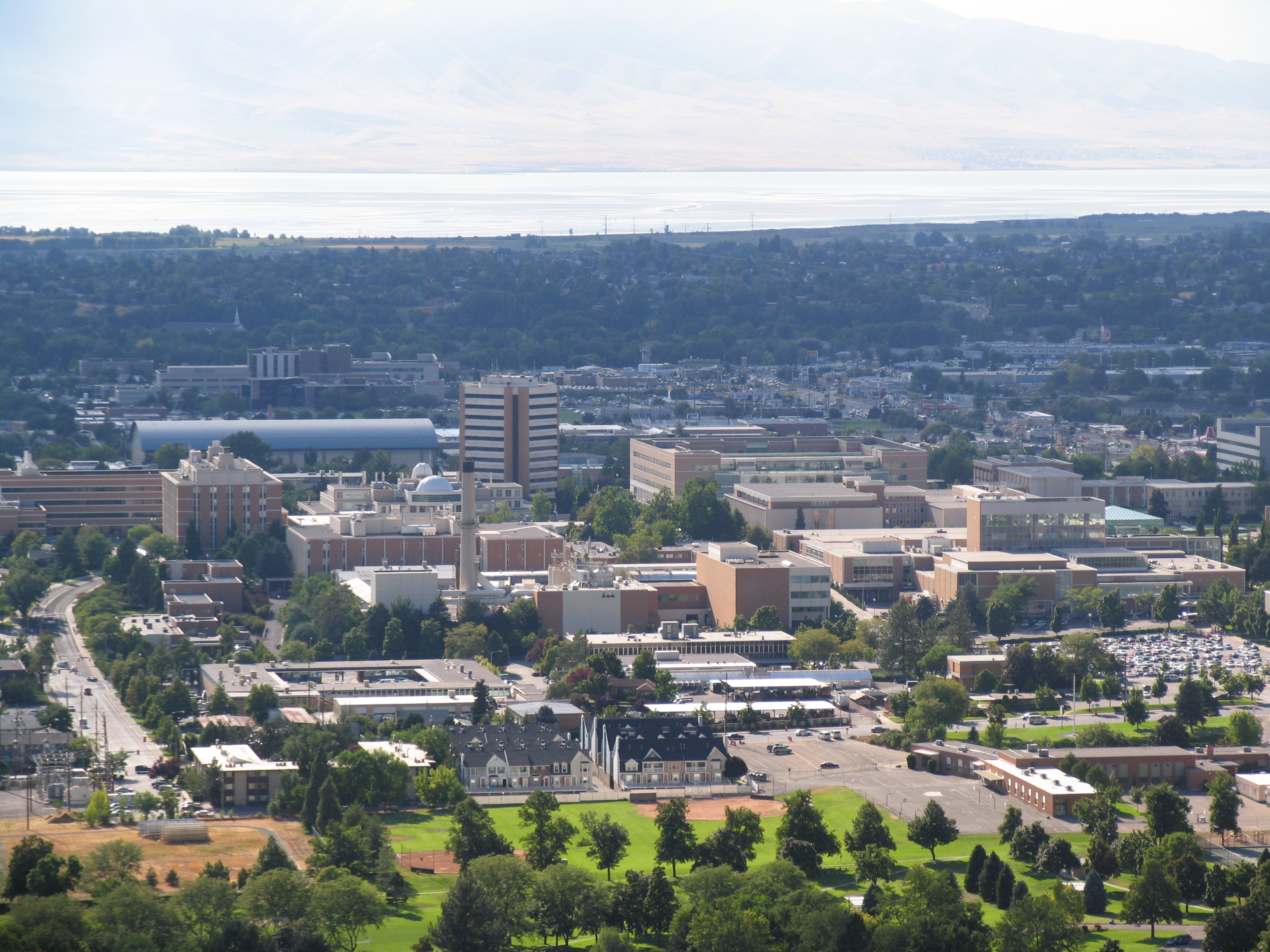
Panorama de Provo, Utah

A cidade de Provo é administrada por um conselho e um presidente de câmara única. Cinco assentos do conselho são preenchidos por pessoas eleitas nos cinco distritos da cidade, enquanto dois dos membros são eleitos pela cidade como um todo. Estes funcionários eleitos possuem um mandato de quatro anos.
O atual prefeito de Provo é Billings Lewis K., nascido em Provo e cumprindo seu terceiro mandato como prefeito. Billings foi originalmente eleito prefeito da cidade de Provo em novembro de 1997, após completar três anos como diretor administrativo e diretor de relações governamentais da comunidade para a cidade de Provo. Billings foi o único prefeito da cidade a não possuir ensino superior. Antes de ter sido eleito, Billings foi presidente e sócio-gerente da IDC, uma parceria de investimentos especializado em pequenas e médias empresas. Antes de ingressar na IDC, em dezembro de 1983, o Sr. Billings foi vice-presidente executivo sênior e gerente geral da CalDisk, um fabricante e fornecedor mundial de produtos de memória de armazenamento rotativo para aplicações de computador.
Em 3 de novembro de 2009, data em que ocorreu a última eleição na cidade, John Curtis foi eleito o novo prefeito de Provo. Além disso, Laura Cabanilla, Rick Healey, e Sterling Beck foram eleitos para o Conselho.

## Educação

### Universidade Brigham Young
Provo abriga a Universidade Brigham Young (Brigham Young University, em inglês), uma das maiores universidades privadas dos Estados Unidos, que é dirigida por A Igreja de Jesus Cristo dos Santos dos Últimos Dias. É o segundo maior centro universitário privado do país, com mais de 34.000 estudantes. Faz parte do Sistema Educacional da Igreja (SEI). A grande população de estudantes faz de Provo, uma cidade universitária. Diferindo de outras cidades universitárias, no entanto, uma vez que a maioria dos seus universitários são Santos dos Últimos Dias. Como a universidade é administrada por A Igreja de Jesus Cristo dos Santos dos Últimos Dias, é proibido o consumo de álcool no ambiente escolar, devido a Palavra de Sabedoria, uma lei de saúde seguida pela Igreja. O campus também é a casa do Spencer W. Kimball Tower, o edifício mais alto de Provo.
A maioria dos estudantes da universidade vivem perto do campus. A direção da universidade exige que os estudantes cumpram as normas aprovadas, e em trocas, oferecem habitação para alunos da universidade que não possuem condições de se manter.